# Acanthogyrus
Acanthogyrus is een geslacht in de taxonomische indeling van de haakwormen, ongewervelde en parasitaire wormen die meestal 1 tot 2 cm lang worden. De worm behoort tot de familie Quadrigyridae. Acanthogyrus werd in 1927 beschreven door Thapar.

## Ondergeslacht
- Acanthogyrus (Acanthosentis)